# United States Senate Select Committee on Intelligence

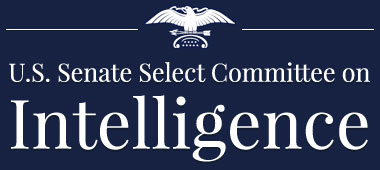
Logo des Select Committee on Intelligence

Das United States Senate Select Committee on Intelligence (SSCI; deutsch „Sonderausschuss für Geheimdienste des Senats der Vereinigten Staaten“) ist ein Kongressausschuss des US-Senats, der zusammen mit seinem Partnerausschuss im Repräsentantenhaus der Vereinigten Staaten, dem United States House Permanent Select Committee on Intelligence, die Aufsicht der Legislative über die United States Intelligence Community gewährleisten soll.
Der Ausschuss entstand 1975 auf Anregung des Church Committees, das die Handlungen der Nachrichtendienste untersuchte. Hauptsächlich beschäftigt er sich mit dem jährlichen Budget der Nachrichtendienste, das vom US-Präsidenten vorgelegt wird. Er bereitet die Gesetzgebung vor, die den diversen zivilen und militärischen Diensten ihre Investitionen für das nächste Jahr erlauben. Davon betroffen sind die Office of the Director of National Intelligence, Central Intelligence Agency, Defense Intelligence Agency, National Security Agency, National Geospatial-Intelligence Agency, National Reconnaissance Office, und ebenso diejenigen Teile des Department of State, Federal Bureau of Investigation, Department of the Treasury und Department of Energy, die sich mit nachrichtendienstlichen Arbeiten beschäftigen. Der Ausschuss berät den Streitkräfteausschuss bei Ausgaben, die mit nachrichtendienstlichen Aspekten von US Army, US Navy, US Air Force und US Marine Corps zu tun haben. Der Ausschuss untersucht ebenfalls auf einer regelmäßigen Basis Programme und Aktivitäten der Geheimdienste.
2014 legte der Ausschuss seinen sogenannten „Folterbericht“ vor, der die umstrittenen Verhörmethoden der Bush-Ära untersucht. Bei ihren Ermittlungen für den Bericht waren Mitarbeiter des Ausschusses auf eine CIA-interne Beurteilung der Inhaftierungs- und Verhörmethoden gestoßen. Die CIA sah darin einen unberechtigten Zugriff, mithin eine Straftat, und durchsuchte daraufhin die Computer, die dem Senats-Ausschuss in einer CIA-Einrichtung zu Recherche-Zwecken zur Verfügung gestellt worden waren. Die Ausschuss-Vorsitzende, die bis dato die Geheimdienste öffentlich in Schutz genommen hatte, beschuldigte nun in einer Rede vor dem Senat die CIA, Dokumente von diesen Arbeitsrechnern entfernt zu haben.

## Zusammensetzung der Mitglieder
Der Ausschuss ist ein „select“ Committee, diese Bezeichnung kommt daher, dass der Ausschuss spezifisch besetzt wird, in dem 8 der 15/16 Stimmberechtigten in bestimmten Ausschüssen vertreten sein müssen. Deswegen gehört je ein Senator beider Parteien einem der folgenden Ausschüssen an: Dem Justizausschuss, dem Bewilligungsausschuss, dem Committee on Armed Services und dem Committee on Foreign Relations. Dem Ausschuss gehören außerdem ex officio, also von Amts wegen, der Mehrheits- und der Minderheitsführer, sowie der Ausschussvorsitzende und der Ranking Member des Committee on Armed Services als nicht stimmberechtigte Mitglieder an.

## Vorsitzende
- Mark Warner (D-VA), 2021–
- Marco Rubio (R-FL), 2020–2021 (vorübergehend)
- Richard Burr (R-NC), 2015–2020 (trat als Vorsitzender zurück)
- Dianne Feinstein (D-CA), 2009–2015
- Jay Rockefeller (D-WV), 2007–2009
- Pat Roberts (R-KS), 2003–2007
- Bob Graham (D-FL), 2001–2003
- Richard Shelby (R-AL), 1997–2001
- Arlen Specter (R-PA), 1995–1997
- Dennis DeConcini (D-AZ), 1993–1995
- David L. Boren (D-OK), 1987–1993
- David Durenberger (R-MN), 1985–1987
- Barry Goldwater (R-AZ), 1981–1985
- Birch Bayh (D-IN), 1979–1981
- Daniel Inouye (D-HI), 1975–1979